# Nichts (Band)
Nichts ist eine deutsche Band aus Düsseldorf, die 1981 gegründet wurde und Anfang der 1980er-Jahre zu den wichtigsten Vertretern der Neuen Deutschen Welle gehörte. Die Musik der Band weist deutliche Punk-Einflüsse auf. Nach zwei erfolgreichen und einem weniger erfolgreichen Album trennte sich die Band 1983. 2009 wurde sie neu gegründet.

## Geschichte

### Vorgeschichte (1978–1981)
Tobias Brink erlernte das Schlagzeugspiel ab 1978 als Gründungsmitglied der Düsseldorfer Punkband KFC. Anfang 1980 stieg Michael Clauss als neuer Gitarrist bei KFC ein. Als im Januar 1981 das erste Studioalbum … letzte Hoffnung veröffentlicht wurde, kam es zum Konflikt mit Bandchef Tommi Stumpf.

### Beginn als Independent-Band
Michael Clauss und Tobias Brink blieben bei ihrem Stil, bewegten sich jedoch noch vor dem Entstehen der Neuen Deutschen Welle in eine neue Richtung, die wegweisend sein sollte. So gilt Nichts heute als Vorreiter und Wegbereiter dieser Musikrichtung.
Michael Clauss holte seinen ehemaligen Schulfreund Christopher Scarbeck als Bassisten in die Band. Scarbeck war zwei Jahre zuvor beinahe Deutscher Meister im Discotanz geworden und jobbte gelegentlich als Tänzer in WDR-Musiksendungen wie Plattenküche und Bananas.
Gleichzeitig machte man sich auf die Suche nach einem geeigneten Sänger. Krishna Goineau (später bei Liaisons Dangereuses) galt zuerst als Favorit, bis man sich schließlich auf Tobias Brinks neue Freundin und spätere Ehefrau Andrea Mothes einigte.
Michael Clauss suchte einen außergewöhnlichen Namen für die Band – einen Namen, der nach einmaligem Hören präsent bleiben sollte. Als er eine Flasche Kornbrand mit der Aufschrift Nichts sah, kam ihm die Idee. Er nannte die Band Nichts und stellte in ihrem Proberaum im Kultur-Schlachthof in Derendorf in nur zwei Wochen ein neues Programm zusammen. Zwei Wochen später wurde in nur vier Tagen Studiozeit das Album Made in Eile aufgenommen.
Teilweise wurde Gitarre und Schlagzeug von Clauss und Brink von bis dahin unveröffentlichten Liedern genutzt und diese mit eigenen, neuen Texten versehen, so das Gitarrenriff und Schlagzeug des KFC-Stücks Hotel Arosa, welches nie veröffentlicht wurde (letzterer umbenannt in Scheiße). Bereits im März 1981 wurden in der Musikpresse die Gründung und das Line-up von Nichts bekanntgegeben, die gerade dabei seien, ein Demoband „mit acht oder neun Titeln“ zu produzieren.
Das Demoband löste so ungeahnte Reaktionen aus, dass das Düsseldorfer Independent-Label Schallmauer-Records es im Juni 1981 unter dem Titel Made in Eile als Album veröffentlichte. Den Vertrieb übernahm der ebenfalls unabhängige Boots-Vertrieb in Hannover. Die Musikpresse nahm das Album überwiegend wohlwollend auf:
- Musikexpress: „[…] eindeutig gekonnte Popmusik mit deutschem Text.“[11]
- Sounds: „Nichts ist Heavy-Pop […] Happy Untergang aus Düsseldorf.“[12]
- Spex: „Endlich wieder eine durch die Bank gute deutsche LP.“[13]

Das Lied Radio fiel durch seine Ohrwurmqualität besonders auf, so dass Bassist Chris Scarbeck es dem Bananas-Regisseur Rolf Spinrads vorspielte. Dieser war begeistert und lud Nichts ein, für die Sendung vom 8. September 1981 ein Video aufzunehmen. Da abzusehen war, dass Radio das Potential zu einem Hit hatte, entschlossen sich die Band und Schallmauer-Records, das Lied rechtzeitig zur Sendung beim Majorlabel CBS Records als Single auszukoppeln.

### Durchbruch und Erfolg als Majorlabel-Band
Die Bananas-Sendung am 8. September 1981 machte Nichts schlagartig bundesweit bekannt, bis zum Monatsende wurden 7000 Singles und 20.000 LPs verkauft, bis zum Jahresende insgesamt 10.000 Singles und fast 40.000 LPs. Nach sieben Monaten als Independent-Band waren bereits 70.000 Platten verkauft, obwohl aufgrund des mangelhaften Vertriebs die Platte nur schwer erhältlich war. Im Büro des Labels stapelte sich Fanpost, meistens mit der dringenden Bitte doch mitzuteilen, wo man denn die Platte kaufen könne. So entschied das Label Schallmauer zusammen mit der Band, den Weg als Independent aufzugeben und ein Major-Label für den Vertrieb zu nutzen. Dadurch übernahm WEA den Vertrieb.
Im Oktober 1981 standen Nichts für die ARD-Vorabendserie Gastspieldirektion Gold vor der Kamera, für die am 24. Oktober 1981 auch einige Lieder im Münchener Rigan Club gefilmt wurden. Allerdings wurde die entsprechende Episode Charlie und Nichts erst über ein Jahr später ausgestrahlt, als die Band sich bereits aufgelöst hatte.
Nichts gingen von Mitte November bis Anfang Dezember 1981 auf Deutschlandtour und begaben sich danach wieder ins Studio, um ihre zweite LP aufzunehmen. Die Band hatte Angebote von fünf Majorlabeln, die gegeneinander ausgespielt wurden, den Zuschlag erhielt schließlich WEA Records in Hamburg. Schallmauer wurde dabei als Produktionsfirma an dem Vertrag beteiligt.
Das zweite Nichts-Album Tango 2000 erschien am 28. Januar 1982 und blieb 15 Wochen in den deutschen Albumcharts (8. März bis 14. Juni 1982), wo es bis auf Platz 22 stieg. Es wurde wiederum von der Musikpresse überwiegend positiv aufgenommen:
- Musikexpress: „[…] eine Band mit Stilgefühl […] eine Musik, […] die einfach und zuvorkommend ist und trotzdem noch etwas über Deutschland ’82 aussagt.“[19]
- Sounds: „Eine Hardrockband, die den frühen KFC-Stil (der ersten LP) verjüngt und nun um einige Muster aus der Kollektion Cure, Police, Marianne Rosenberg bereichert.“[20]

Es gab aber auch kritische Stimmen, da nun der Independent-Status der Band einer kommerziellen Verwertung gewichen war. Die Independent-Magazine nahmen dies sehr ernst: Spex: „Tango 2000 ist zwar nicht die schlechteste LP meines Lebens, aber arg mittelmäßig.“
Am 10. Februar 1982 gingen Nichts auf eine vierwöchige Deutschlandtour, die von einer professionellen Hamburger Konzertagentur (Blindfish) gebucht worden war. Die Konzerte waren restlos ausverkauft. In Hamburg war es vor dem Club Onkel Pö mit 800 vor der Tür verbliebenen Besuchern zu einem Polizeieinsatz gekommen, so dass größere Hallen gesucht werden mussten und die Konzertagentur eine Mini-Tournee durch Österreich und die Schweiz anhängte. Weitere Konzerte sollten folgen, jetzt schon in größeren Hallen, auch diese wurden teilweise, wie in Hamburg (Markthalle) mehrfach ausverkauft.
Die Neue Deutsche Welle tat ihr Übriges. Mittlerweile war diese Musikrichtung, deren Protagonisten Bands wie Ideal, DAF, Neonbabies und eben Nichts waren, zu einer alles beherrschenden Massenbewegung in der Musiklandschaft geworden. Musik mit deutschen Texten war wieder gefragt, sodass neue Bands wie Trio und Joachim Witt, Hubert Kah und Fräulein Menke auf dem Fuße folgten.
Am 18. März 1982 wurde die Single Licht aus ausgekoppelt, die am 22. März 1982 auch im ZDF in Désirée Nosbuschs Jugendsendung Musicbox vorgestellt wurde. Nichts spielten passenderweise auf einer fast dunklen Bühne und nur mit wenigen Spots beleuchtet. Die B-Seite der Single Ein deutsches Lied, fiel jedoch auch der Bravo textlich auf und war Anlass zu mancherlei Diskussionen über deutsche Texte in der Pop- und Rockmusik.
Im Juni 1982 wurde die Single Tango 2000 ausgekoppelt, eine Tango-Disco-Parodie mit einer prägnanten, unverwechselbaren Tremologitarre. Dieses Stück sollte der größte Erfolg der Band werden, Single und LP Tango 2000 gingen schon kurz nach Veröffentlichung in die deutschen Verkaufscharts, die Single schaffte es kurzzeitig bis in die Top 20.
Tango 2000 ist neben Radio bis heute der bekannteste Nichts-Song und wurde auf zahlreichen Kompilationen veröffentlicht. Das Stück Tango 2000 hat sich zusammen mit dem Stück Eisbär von Grauzone zu einem festen Bestandteil der heutigen Dark-Wave- und Gothic-Szene entwickelt und gilt aufgrund seiner kühlen Melancholie als Grundlagenwerk.
Im Sommer 1982 kam es schließlich zum Bruch, Bandchef Michael Clauss verließ die Band, um eine Solokarriere zu beginnen: „Wir hatten eigentlich kein großes Problem miteinander. Mir wurde unsere eingeschlagene Richtung einfach zu eingefahren, und ich wollte etwas anderes machen.“

### Ende der Band
Andrea Mothes und Tobias Brink beschlossen, die Band mit zwei neuen Mitgliedern fortzuführen: Stephen Keusch, ehemaliger Gitarrist der Bochumer Band Bertha and Friends, und Peter Szimanneck am Bass. Im gewohnt rasanten Tempo wurde in Hamburg ein neues Album Aus dem Jenseits aufgenommen und im Januar 1983 veröffentlicht. Die Band schaffte es zwar, den Nichts-Sound trotz des Fehlens von Clauss’ prägnantem Gitarrenspiel mit den neuen Mitgliedern nachzuempfinden, das Album konnte jedoch nicht an die großen Erfolge der Band anschließen. Eine für den März 1983 gebuchte dreiwöchige Deutschlandtour musste wegen einer Verletzung Brinks abgesagt werden. Die Band löste sich danach auf.

### Neugründung
2009 erhielt Bandgründer Michael Clauss eine Anfrage vom Veranstalter des Festivals Judgement Day in Dornbirn und beschloss daraufhin, dort wieder unter dem Namen Nichts aufzutreten. Im Vorfeld fand ein erster Auftritt mit neuer Besetzung bei einem Stadtteilfest in Düsseldorf im August statt. Es folgten der Auftritt in Österreich im Oktober, ein Konzert in Köln im Dezember und eine kleine Deutschlandtour im März 2010. Zur neuen Besetzung gehörten neben Clauss der Bassist Ufo Walter, der Schlagzeuger Josef Kirschgen und die Sängerin Sabine Kohlmetz.
Im Februar 2011 erschien bei dem Düsseldorfer Independent-Label Electrique Mud ein neues Studioalbum mit dem Titel Zeichen auf Sturm. An den Aufnahmen wirkte als Gastschlagzeuger Vom Ritchie von den Toten Hosen mit, nachdem Kirschgen den Studiotermin kurzfristig abgesagt hatte. Obwohl noch keine fertigen Lieder existierten und die Musiker zum ersten Mal in dieser Besetzung zusammen musizierten nahmen sie das Album in nur drei Stunden auf. Das Ox-Fanzine bezeichnete die Platte als „kein neues Meisterwerk, aber solide“ und lobte die neue Sängerin, die sich ähnlich wie Andrea Mothes aus der Urbesetzung anhöre. Auch im Sonic Seducer wurde das Album gelobt. Es ist nach Ansicht des Rezensenten „ausgereift“ und macht „allen Ermüdeten endlich wieder Lust auf Punkrock“.

## Nach der Auflösung
Michael Clauss gründete unmittelbar nach dem Ausstieg die neue Band Belfegore, mit der er auch internationalen Erfolg hatte. Nach dem Ende von Belfegore ging er kurzzeitig nach Paris, um mit Tobias Brink an George Nicolaidis' (ex-Fehlfarben) Synthiepop-Projekt GI-Joe mitzuwirken. Auf deren einziger Single, die vor dem Einstieg der beiden produziert worden war, waren beide jedoch nicht vertreten.
Tobias Brink zog sich danach aus dem Musikgeschäft zurück. Er studierte Medizin und arbeitet heute als Oberarzt einer neurologischen Klinik in Niedersachsen. Michael Clauss schloss 1989 eine Ausbildung zum Heilpraktiker ab und betrieb parallel dazu mit den Milles-Brüdern (Krombacher MC) das Heavyrock-Projekt Speedway Jesus & The Fake I.D., schaffte es aber trotz einiger großer Festivalauftritte nicht bis zum Plattenvertrag. Er betreibt heute ein eigenes Gesundheitszentrum in der Mitte von Düsseldorf.
Christopher Scarbeck blieb in Frankreich und wurde dort Schauspieler, danach zog er nach Texas. Keusch und Szimanneck waren weiterhin im Musikgeschäft tätig, u. a. für Nena und Extrabreit.

## Diskografie

### Alben
- Made in Eile (Schallmauer, Juni 1981)
- Tango 2000 (WEA, 28. Januar 1982)
- Aus dem Jenseits (WEA, Februar 1983)
- Zeichen auf Sturm (Electrique Mud, 4. Februar 2011)
- Tiefschwarz (Pomegranate, 9. Mai 2025)

### Singles
- Radio / Hallo Kartoffelsalat (CBS Records, September 1981)
- Licht aus / Ein deutsches Lied (WEA, 18. März 1982)
- Tango 2000 / Nichts ist ewig (WEA, Juni 1982)
- Venus schenkt dir schöne Stunden (Horrorskop) / Irgendwann (WEA, 10. Februar 1983)